# Люта чушка
Лютите чушки са плодове на тропически храсти от рода Capsicum (вж. пипер), които съдържат веществото капсаицин.

## Ботаническо описание
Растението е с височина до 60 см с клонесто стебло, елиптични листа, едри бели или сивкави цветове със синьо-виолетови петна. Плодът на растението е тънкият, не много сочен околоплодник и има кълбовидна до хоботовидна форма с цвят вариращ от жълто и червено до маслено-черен цвят. Родина на растението е тропическа Америка. Както свидетелстват находките в перуанските погребения, растението е било култивирано много преди откриването на Америка. Испанците и португалците, които откриват тази подправка за европейците по време на мореплаванията си, са го наричали „индиански“. Понастоящем люти чушки се отглеждат в повечето тропически и субтропически страни, но особено разпространени са в Индия и Тайланд.

## Свойства и употреба
Лютата чушка има силен аромат и вкус, вариращ от сладникав до изгарящо лют (причина за лютивия вкус е наличието в плодовете на фенолното съединение капсаицин, което в лютата чушка е 20 пъти по-голямо от това в сладката чушка). Някои видове люта чушка са толкова люти, че дори докосването до тях може да предизвика кожно раздразнение.
Плодовете на лютата чушка се употребяват пресни дори все още неузрели, но могат и да се готвят или сушат – цели или на парченца. При сушене узрелите плодове придобиват по-тъмен цвят – от тъмно – до оранжево-червен. Обикновено чушките се сушат на слънце, от което те се сбръчкват. Чушките могат да се съхраняват на сухо място и запазват вкуса си през цялата зима. След това се стриват със или без семената и се употребяват в различни сосове, подправки за ястия, салати и пици. Ситно стрити те се превръщат в лют червен пипер. Цели чушките могат да се употребят за подправка на супи и ястия.
Мерната единица за лютивина на лютата чушка е сковилът (SHU). Най-лютата част на чушката е ципата от вътрешната им страна.

## Любопитно
- Най-известната книга на Радой Ралин е сборникът с епиграми „Люти чушки“.
- Една българска фолклорна песен е посветена на лютите чушки. Известна е с припева си „Чушката люта, пак люта // и ти си, Цонке ле, кат нея.“ (пълен текст)